# Blovstrødbanen
Blovstrød Banen er en smalsporet veteranbane beliggende i Blovstrød i Allerød Kommune. Banen anlægges, drives og administreres af frivillige medlemmer af foreningen Blovstrød Banen – Dansk Jernbane-Klub, der er en baneforening under Dansk Jernbane-Klub (DJK). Banen er samtidig DJK's afdeling for smalsporsmateriel.
Banen blev åbnet 11. november 1981 på traceen fra den gamle tipvognsbane, der kørte ler til Blovstrød teglværk. Dele af teglværksbygningerne er stadig bevaret, der er blevet indrettet opholdslokaler i det gamle snedkerværksted og værksteder i den gamle teglværksbygning.
For tiden er banens længde cirka 1,2 km, med stationer ved Blovstrød H (Blovstrødhallen), Storkevad (Blovstrød teglværksvej), Teglværket og Oskar Jensens Bro (umiddelbart vest for S-banen i Allerød Sø-området). Sporvidden er 700 mm, og sporet er anlagt med brugte materialer doneret af forskellige baner.
Hvert år i pinsen deltager folkene bag banen desuden i Græsted Veterantræf, hvor der er anlagt et fast spor, så gæsterne ved træffet kan få en tur.

## Historie
Banen er gradvist blevet udbygget gennem tiden siden foreningen startede. Den 11. november 1981 blev det første stykke af banen åbnet, på området mellem S-banen, og det tidligere pottemagerværksted, fra Bloustrød Teglværk. Banen tog også den tidligere tosporede dampremise i brug, som dog måtte have en forøgelse i højden fra spor til loft, da Blovstrødbanens lokomotiver var noget højere end de originale lokomotiver der havde kørt på teglværksbanen. Herefter fulgte banen traceen fra den gamle tipvognsbanen ned til tunellen under S-banen.
Langs S-banen blev der lavet en perron, og stationen blev kaldt Teglværket.
I 1987 blev der anlagt spor nord om det tidligere pottemagerværksted, og to spor blev anlagt ind i en af teglværkets tørrelader der lå langs pottemagerværkstedets østside. Denne tørrelade blev anvendt til opmagasinering af banens materiel og udstyr til vedligehold.
Allerede i 1980'erne var der planer om at forlænge banen mod Blovstrød by, hvilket også blev realiseret gennem tiden.
fra slutningen af 80'erne begyndte Blovstrødbanen at forlænge banen mod nord. Hertil blev en tidligere bro som tipvognsbanen havde forhøjet og rekonstrueret. En hvor tipvognsbanens nordgående og sydgående spor havde krydset hinanden. Banen blev ved samme lejlighed forlænget et godt stykke mod nord til et åbent område, hvor teglværket havde haft tørrelader. I dag bruges området til opmagasinering af skinner, sveller og lign. Blovstrødbanen kunne indvie det nye stykke mod nord i 1991 under festlige omstændigheder, hvor Allerød kommunes borgmester deltog. Langs det åbne område blev der anlagt en krydsningsstation uden perron. Denne station blev kaldt Søbakken.
I  marts 1992 skete der desværre en større skade for Blovstrødbanen, da den tørrelade som banen brugte som vognhal brændte. Under branden mistede banen sine to lukkede godsvogne (også kaldet melisvogne), og personvognen 3618. Også et af banens damplokomotiver blev skadet under branden. Efterfølgende har banen holdt personvognene under pressenninger, og havde i en længere periode et festtelt med lastbilspresseninger som vognhal.
Frem til 1993 blev banen udvidet mod nord igen. Fra Søbakken blev banen forlænget ned ad en bakke, hvorefter banen skulle krydse den nye Blovstrød Teglværksvej, der blev anlagt samtidig. Banen etablerede en fuld overskæring, og en enkeltsporet station lige nord for vejen. Denne station blev kaldt Storkevad, efter det tidligere trinbræt på Gribskovbanen, der var blevet lukket i 1992.
I midten af 90'erne arbejde banen både videre med materiellet, og med forlængelser. Da banen nu havde både en nordgående og en sydgående retning, blev perronen på Teglværket forlænget og forhøjet, så den bedre kunne klare længere tog, og var nemmere at stå af på for banens passagerer. I 1996 blev der foretaget endnu en forlængelse af banen, da banens sydgående retning blev forlænget videre ad det gamle tipvogsspor, til et stykke vest for S-banen. Her blev der etableret en ekeltsporet endestation som fik navnet Oskar Jensens Bro. Samme år kunne Blovstrødbanen sætte to nye roevogne i drift som passagervogne, (471 og 56).
I slutningen af 90'erne blev der taget hul på banens seneste og længste forlængelse, fra Storkevad st til Blovstrødhallen. Omkring 2000 begyndte gravearbejdet langs lagerhotellet Neff, og efterfølgende blev sveller og skinner lagt. I 2001 kunne banen indvie det nye stykke, under festlige forhold. Derved nåede banen sin nuværende længde.
I 2002 blev banens nyeste roevogn bygget, og alle banes roevogne kom en tur til Hedelands Veteranbane, hvor der blev kørt med mange roevogne og forspand med to roebanedamplokomotiver. 2002 var samme år hvor et af Blovstrødbanens damplokomotiver (B4) kom tilbage til Blovstrød efter at have været udlånt til Aalholm Automobilmuseum siden 1991. Lokomotivet (B4) var efterfølgende i drift på Blovstrødbanen frem til 2011.
Omkring 2015 blev banen ved Oskar Jensens Bro forlænget en lille smule, da der blev lagt 10 m ekstra spor.
Det er planen at forlænge banen ned til Kattehalevej, og gerne helt gennem Sønderskov til Tivolihuse (ca. ved Hyrebakken 4), der var en del af den tidligere tipvognsbane fra Blovstrød teglværk. Der er dog ingen tidsplan for hvornår Blovstrødbanen kan begynde denne forlængelse.

## Materiel
I 2023 så materiellisten sådan ud:
Diesellokomotiver:
- MS 15 Klingenberg, det mest almindeligt anvendte lokomotiv til persontog, blev bygget af og til Mogenstrup Stenindustri (det senere Rockwool) i 1975, men blev aldrig brugt der. Det stod der indtil 1976 som reservedele, hvorefter det ved selskabets lukning blev givet til entreprenør Klingenberg, der ville bruge det på sin havebane. Lokomotivet blev foræret til banen af entreprenør Klingenberg ved banens 10-års jubilæum, hvorefter man omsporede det fra 785 mm. smalspor til 700 og forsynede det med en Bedford J6 dieselmotor med ca. 90 hk.
- DdS Maribo 10 fra De danske Sukkerfabrikker fra 1943. Lokomotivet er blevet ombygget flere gange, og nuværende skikkelse er fra omkring 1962. I 1967 blev lokomotivet solgt til Aalholm Automobilmuseum, hvor det blev brugt frem til museets bane lukkede i 2001. I 2013 blev lokomotivet solgt til Blovstrødbanen.
- MT 3, blev bygget omkring 1950 af Hundested Maskinfabrik, og kørte på Mårum teglværks tipvognsbane, hvorefter den blev solgt til en privat i Sverige, for så til sidst at blive givet til banen i 1989, hvor renoveringen startede. Lokomotivet blev omsporet fra 600 til 700 mm. Den indgår den dag i dag i driftsmateriellet.
- RVT 1, blev bygget af entreprenørfirmaet Carl Jensen i 1941, og kørte på banen tilhørende Ruds-Vedby teglværk. Lokomotivet kom til Blovstrød i 1981 sammen med banens første materiel, og har kørt hos banen lige siden. Lokomotivet bruges primært til arbejdskørsler, men bruges af og til også til persontog.
- RVT 4, har nogenlunde samme historie som søstermaskinen RVT1. Dette lokomotiv har dog aldrig været i drift på Blovstrødbanen, og afventer i dag renovering.
- VBV D3, blev bygget af Pedershaab Maskinfabrik i 1947, og blev brugt til at fremføre arbejdstog ved anlæg af den vestjyske kystsikring af vandbygningsvæsnet. Efter udrangeringen var lokomotivet i privateje, men kom til Blovstrød i 2005, og blev efterfølgende renoveret, og omsporet fra 785 til 700 mm

Damplokomotiver:
- DDS B4, blev bygget af Orenstein & Koppel i 1912. Originalt blev lokomotivet leveret til Gørlev sukkerfabrik, men blev i 1961 overført til Sakskøbing sukkerfabrik hvor det blev brugt til at køre roevogne mellem marker og sukkerfabrik. Da roebanedriften blev indstillet i 1966 blev lokomotivet solgt til Dansk Jernbane Klub, og da Blovstrødbanen blev stiftet i 1981 kom lokomotivet dertil. Lokomotivet blev i 1991 udlånt til Aalholm Automobilmuseums jernbane, hvor det blev malet i alternative farver og blev ombygget til at være gasfyret for at sikre mod brandfare. I 2001 kom lokomotivet til Hedelands Veteranbane hvor det blev istandsat og kørte i et par år. I 2003 kom lokomotivet tilbage til Blovstrød, men i 2011 måtte lokomotivet hensættes da kedlen trængte til at blive renoveret. Lokomotivet er ikke i drift.
- DDS Nr. 5, blev bygget af Henschel & Sohn i 1913, og kørte oprindeligt på roebanerne ved Nakskov sukkerfabrik. I 1965 blev det overflyttet til Sakskøbing sukkerfabrik, hvor det kørte indtil roebanerne blev nedlagt. Også dette lokomotiv blev solgt til Dansk Jernbane Klub i 1966, men var fra 1975 til 1988 udlånt til banen på Hjerl Hede. I 1988 blev banen på Hjerl Hede dog ombygget fra 700mm til 785mm, og lokomotivet kom derfor til Blovstrød. Her nåede lokomotivet at køre to gange, indtil et kedelrør i lokomotivet sprang og lokomotivet blev derfor hensat.

Køreklare personvogne:
- DBJ 326, er en rød postvogn fra de bornholmske jernbaner, der efter lukningen af Rønne-Nexø jernbane i 1968, blev overtaget af Aalholm Automobilmuseum. Vognen blev i denne periode gjort 30 cm lavere, og malet grøn. I 1983 kom vognen til Blovstrød, og blev efter nogle år genopmalet i de originale røde farver. i midten af 00'erne blev vognen forsynet med bogier, så den bedre kunne køre på banen. Vognen bruges i dag som kioskvogn ved stationen Teglværket.
- Roevogne, med følgende numre (56, 471, 602, 3618, 3838), er alle (bortset fra 3838, der er bygget fra grunden i 2002) overtaget fra de tidligere lollandske roebaner. Vognene er fuldt renoverede, og forsynede med bænke så de kan transportere passagerer. 471 har imidlertid kortere bænke, så der også kan fragtes rollatorer, barnevogne etc. 602 var i 1984 den første roevogn der blev ombygget så der kunne fragtes passagerer. I 1991 fulgte 3618, og i 1996 fulgte 471 og 56, der tidligere var blevet anvendt som arbejdsvogne for Blovstrødbanen.

Derudover råder Blovstrødbanen over to køreklare arbejdsvogne, med numrene 754 og 106, tre tipvogne, en brændertrolje og to skinnecykler. Dette materiel anvendes primært til arbejdsopgaver i forbindelse med vedligehold af banen.
Yderligere råder banen over to andre diesellokomotiver, og tre damplokomotiver. Dette materiel er ikke i drift.

## Galleri
- O&K lokomotiv N° B2 11420.
- Postvognen DBJ 236.
- Tipvogne ved Teglværket.
- Damplokomotiv opstillet som blikfang.